# William C. Redfield
För meteorologen se William Charles Redfield.

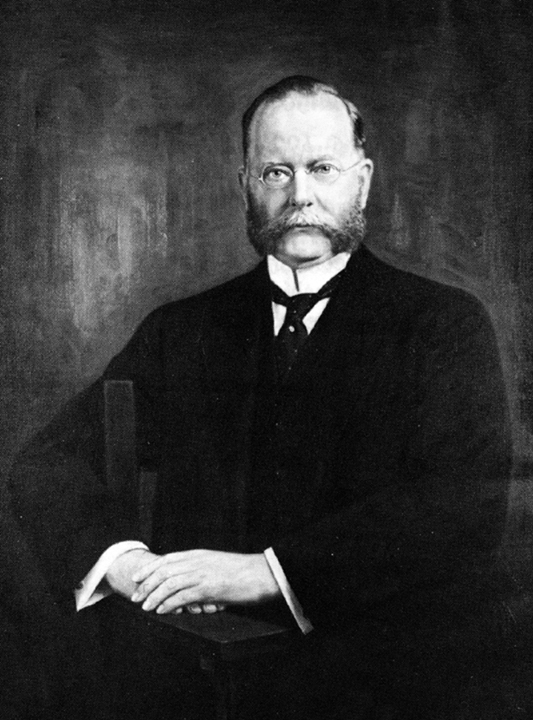
William C. Redfield

William Cox Redfield, född 18 juni 1858 i Albany, New York, död  13 juni 1932 i New York, New York, var en amerikansk demokratisk politiker. Han var ledamot av USA:s representanthus 1911-1913. Han tjänstgjorde sedan som USA:s handelsminister 1913-1919.
Redfield gifte sig 1885 med Elise Mercein Fuller. Han blev 1910 invald i representanthuset. USA:s president Woodrow Wilson utnämnde honom 1913 till handelsminister. Han efterträddes 1919 som minister av Joshua W. Alexander.
Redfields grav finns på Albany Rural Cemetery i Albany County, New York.